# レイトンハウス・CG911
レイトンハウス・CG911 (Leyton House CG911) は、クリス・マーフィーとグスタフ・ブルナーが設計したフォーミュラ1カーで、1991年から1992年にかけてレイトンハウス（92年はマーチ）チームによって使用された。

## CG911
前年型レイトンハウス・CG901の後継マシンとして開発され、エンジンもジャッドからイルモアに変更。ドライバーは前年と同様イヴァン・カペリとマウリシオ・グージェルミン、終盤2戦のみカペリに代わってカール・ヴェンドリンガーがドライブ。
イルモアは北米CARTで成功を収めたシボレーV8エンジン（資本はゼネラルモーターズ）を制作した会社であり、前年にレイトンハウスが契約締結を発表した直後は、その年のCARTシリーズで15勝を挙げるという大成功を収めたメーカーだったため大きな期待がかけられた。イルモア初となるF1用エンジンはCARTのものとは設計を完全に異にする、3.5L V10エンジン（レイトンハウスの名をとり、型式名をLH-10）を用意した。しかし、このエンジンの完成度は高いものではなかった。それまで使用していたジャッドエンジンを比べると信頼性不足でリタイアが多く、入賞はカペリによる第10戦ハンガリーグランプリで6位入賞のみと低迷し、9月にチーム代表の赤城明が富士銀行赤坂支店の不正融資事件に関与したとして逮捕されると、レイトンハウスに資金供給していた海外の金融会社からの送金がストップ。マシンデザイナーのクリス・マーフィーはロータスへの移籍が決まるとチームを離脱し、CG911がそれ以上進化することは無かった。
レイトンハウスはシーズン終了後にレース活動から手を引くことになった。チームは次シーズンからコンストラクター名をマーチに変更せざるを得なくなった。

## CG911B
前述の赤城が起こした事件でチーム名をレイトンハウスからマーチに戻り、マシンは前年の改良型を使用、また、マシン名もマーチ・CG911Bと変更された。
ドライバーは前年の日本グランプリにてデビューを果たしたヴェンドリンガーと、国際F3000に参戦していたポール・ベルモンドを起用し、終盤2戦ヴェンドリンガーに代わって10年ぶりのF1参戦となったヤン・ラマースと、第13戦以降ベルモンドからエマニュエル・ナスペッティがドライブした。
昨年度よりもエンジンの信頼性が若干UPするもトラブルは完全には解消されず、ヴェンドリンガーが第7戦カナダグランプリで4位入賞するも、テクニカル部門を指揮していたグスタフ・ブルナーが夏にミナルディへと移籍してしまうと以後の成績は低迷し、ベルモンドが6回予選落ちを喫するなど散々な結果に終わった。
現地取材をしていた川井一仁は「911Bとエントリー名にBと付けてはいるけれど、エアロ、サス、シャシーとも昨年の911と全く何も変わっていない」と証言しており、「強みがあるとすれば何も変わっていない分、去年からの走行データの蓄積もそのまま使えることと、イルモアエンジンは熟成が進んで壊れなくなり、安定感を増していた。」と評している。
資金難の影響でチーム解散が噂されていたが、1993年シーズンにFIAに申請しエントリーリストに載り、ドライバーはラマースと前年の国際F3000ランキング5位のジャン＝マルク・グーノンと契約、マシンも前年からの使用すると表明したが、開幕戦南アフリカグランプリに現れたのは両ドライバーだけでチームは現れず、チームはそのまま消滅した。

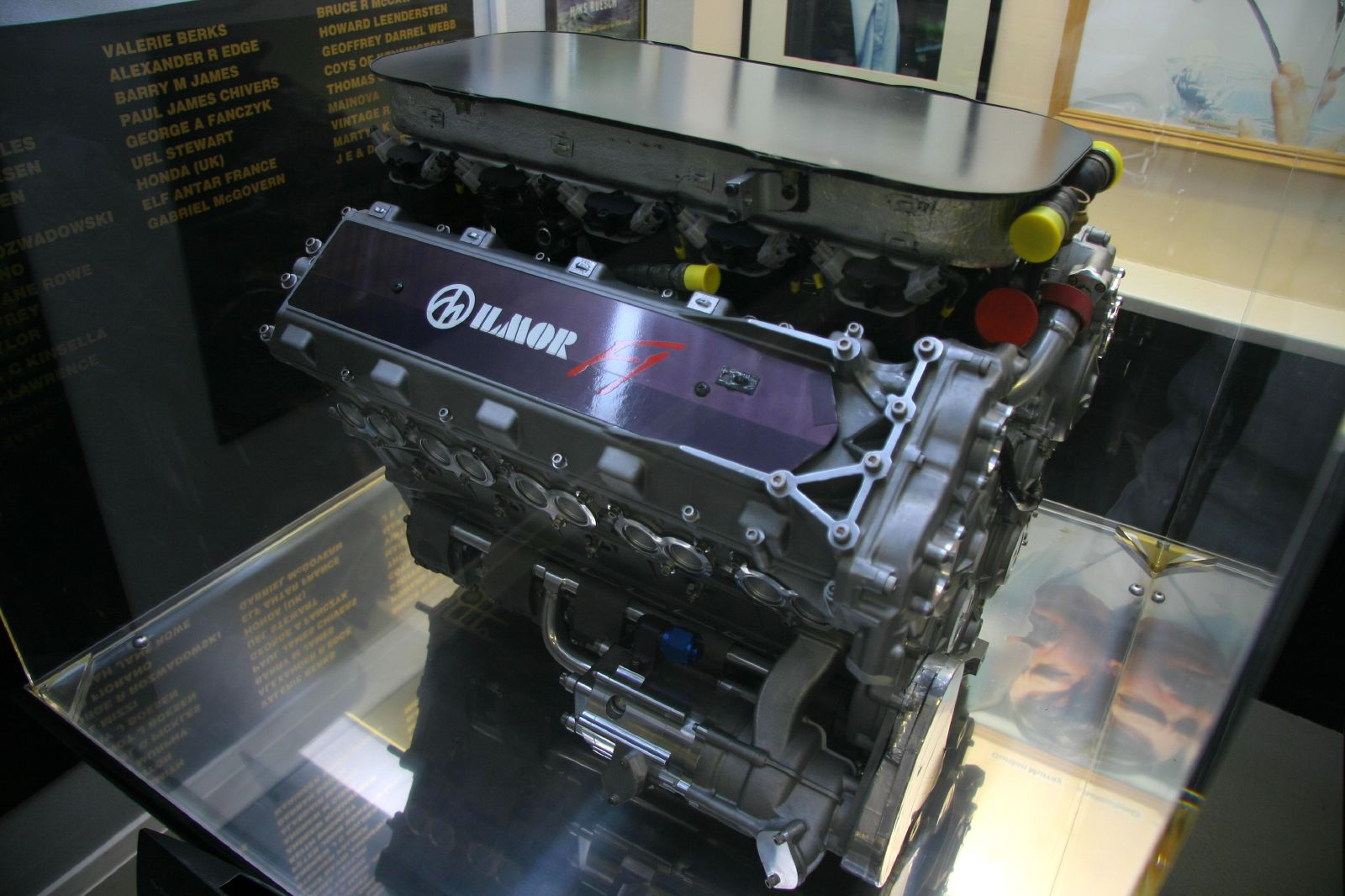
イルモア2175Aエンジン

## F1における全成績
1991年
- コンストラクターズ12位。
- ドライバーズランキング18位：イヴァン・カペリ（予選最高位8位1回 決勝最高位6位1回）第14戦まで
- ドライバーズランキング-位：マウリシオ・グージェルミン（予選最高位7位1回 決勝最高位7位3回）
- ドライバーズランキング-位：カール・ヴェンドリンガー（予選最高位22位1回 決勝最高位20位1回）第15戦、最終戦のみ参戦

1992年
- コンストラクターズ9位。
- ドライバーズランキング12位：カール・ヴェンドリンガー（予選最高位7位1回 決勝最高位4位1回）第14戦まで
- ドライバーズランキング-位：ポール・ベルモンド（予選最高位17位1回 決勝最高位9位1回）第12戦まで
- ドライバーズランキング-位：ヤン・ラマース（予選最高位23位1回 決勝最高位12位1回）第15戦、最終戦のみ参戦
- ドライバーズランキング-位：エマニュエル・ナスペッティ（予選最高位23位2回 決勝最高位11位1回）第13戦から

(key) （太字はポールポジション）
| 年     | シャシー              | エンジン               | タイヤ | No | ドライバー       | 1   | 2   | 3   | 4   | 5   | 6   | 7   | 8   | 9   | 10  | 11  | 12  | 13  | 14  | 15  | 16  | ポイント | 順位 |
| ------ | --------------------- | ---------------------- | ------ | -- | ---------------- | --- | --- | --- | --- | --- | --- | --- | --- | --- | --- | --- | --- | --- | --- | --- | --- | -------- | ---- |
| 1991年 | レイトンハウス・CG911 | イルモア LH10 3.5 V10  | G      |    |                  | USA | BRA | SMR | MON | CAN | MEX | FRA | GBR | GER | HUN | BEL | ITA | POR | ESP | JPN | AUS | 1        | 12位 |
| 1991年 | レイトンハウス・CG911 | イルモア LH10 3.5 V10  | G      | 15 | グージェルミン   | DNF | DNF | 12  | DNF | DNF | DNF | 7   | DNF | DNF | 11  | DNF | 15  | 7   | 7   | 8   | 14  | 1        | 12位 |
| 1991年 | レイトンハウス・CG911 | イルモア LH10 3.5 V10  | G      | 16 | カペリ           | DNF | DNF | DNF | DNF | DNF | DNF | DNF | DNF | DNF | 6   | DNF | 8   | 17  | DNF |     |     | 1        | 12位 |
| 1991年 | レイトンハウス・CG911 | イルモア LH10 3.5 V10  | G      | 16 | ヴェンドリンガー |     |     |     |     |     |     |     |     |     |     |     |     |     |     | DNF | 20  | 1        | 12位 |
| 1992年 | マーチ・CG911B        | イルモア 2175A 3.5 V10 | G      |    |                  | RSA | MEX | BRA | ESP | SMR | MON | CAN | FRA | GBR | GER | HUN | BEL | ITA | POR | JPN | AUS | 3        | 9位  |
| 1992年 | マーチ・CG911B        | イルモア 2175A 3.5 V10 | G      | 16 | ヴェンドリンガー | Ret | Ret | Ret | 8   | 12  | Ret | 4   | Ret | Ret | 16  | Ret | 11  | 10  | Ret |     |     | 3        | 9位  |
| 1992年 | マーチ・CG911B        | イルモア 2175A 3.5 V10 | G      | 16 | ラマース         |     |     |     |     |     |     |     |     |     |     |     |     |     |     | Ret | 12  | 3        | 9位  |
| 1992年 | マーチ・CG911B        | イルモア 2175A 3.5 V10 | G      | 17 | ベルモンド       | DNQ | DNQ | DNQ | 12  | 13  | DNQ | 14  | DNQ | DNQ | 13  | 9   |     |     |     |     |     | 3        | 9位  |
| 1992年 | マーチ・CG911B        | イルモア 2175A 3.5 V10 | G      | 17 | ナスペッティ     |     |     |     |     |     |     |     |     |     |     |     | 12  | Ret | 11  | 13  | Ret | 3        | 9位  |

## 参照
1. ↑  レース活動に暗雲、大揺れのレイトンハウス F1GPX 1991ポルトガルGP号 山海堂 1991年10月12日発行
2. ↑  今宮純のTEAM WATCHING　F1コンストラクターズ・スタイルブック 52頁, 80頁 ソニーマガジンズ 1992年10月25日発行
3. ↑  MARCH 金を使わずグランプリをしぶとく走るコンパクトマシン　F1コンストラクターズ・スタイルブック 64-65頁 ソニーマガジンズ 1992年10月25日発行